# وال ویستا (کالیفرنیا)
وال ویستا (به انگلیسی: Valle Vista) یک منطقهٔ مسکونی در ایالات متحده آمریکا است که در شهرستان ریورساید، کالیفرنیا واقع شده‌است. وال ویستا ۱۸٫۳۲۸ کیلومتر مربع مساحت و ۱۱٬۰۳۶ نفر جمعیت دارد و ۵۴۱ متر بالاتر از سطح دریا واقع شده‌است.